# Množični poboji zapornikov NKVD
Množični poboji zapornikov NKVD so bili vrsta množičnih usmrtitev političnih zapornikov, ki jih je izvajala sovjetska tajna policija NKVD, po vzhodni Evropi, predvsem na Poljskem, v Ukrajini, v baltskih državah in Besarabiji. Po začetku nemške invazije na Sovjetsko zvezo 22. junija 1941 bi morale enote NKVD evakuirati politične zapornike v notranjost Sovjetske zveze, vendar je bil prenagljen umik Rdeče armade, pomanjkanje prevoza in drugih zalog ter splošno neupoštevanje pravnih postopkov je pogosto pomenilo, da so bili zaporniki usmrčeni.  
Ocene števila smrtnih žrtev v pobojih na lokacijah pobijanja se razlikujejo; skoraj 9.000 v Ukrajinski sovjetski socialistični republiki, 20.000–30.000 na vzhodu Poljske (danes del Zahodne Ukrajine), pri čemer je skupno število doseglo približno 100.000 žrtev izvensodnih usmrtitev v nekaj tednih.

## Ozadje
Začetek operacije Barbarossa je presenetil NKVD, katere taborišča in zapori na ozemljih, ki jih je Sovjetska zveza priključila po paktu Molotov-Ribbentrop, so bila polni političnih zapornikov. V okupirani vzhodni Poljski je NKVD dobila ukaz za evakuacijo in likvidacijo več kot 140.000 zapornikov. V Ukrajini in zahodni Belorusiji je bilo 60.000 ljudi prisiljenih evakuirati peš. Po uradnem sovjetskem štetju je bilo v zaporih ubitih več kot 9.800 ljudi, 1.443 jih je bilo usmrčenih v procesu evakuacije, 59 jih je bilo ubitih zaradi poskusa pobega, 23 jih je bilo ubitih z nemškimi bombami in 1.057 jih je umrlo zaradi drugih vzrokov.
"Ni samo število usmrčenih," je o umorih zapisal zgodovinar Yury Boshyk, ki ga je citiral Orest Subtelny, "ampak tudi način njihove smrti je šokiral ljudstvo. Ko so družine aretiranih hitele v zapore po sovjetski evakuaciji so bili zgroženi, ko so našli trupla, tako močno pohabljena, da jih ni bilo mogoče identificirati. Očitno je bilo, da so številne zapornike tudi sistematično mučili pred smrtjo, drugi pa so bili množično pobiti."
Približno dve tretjini od 150.000 zapornikov sta bili umorjeni; večino preostalih so pripeljali v notranjost Sovjetske zveze, nekatere pa so zapustili v zaporih, če ni bilo časa za usmrtitev, drugim pa je uspelo pobegniti.

## Pokoli
NKVD je ubila ujetnike v mnogih krajih od Poljske do Krima. Takoj po začetku nemške invazije je NKVD začela z usmrtitvijo velikega števila zapornikov v večini svojih zaporov, preostale pa je evakuirala v pohodih smrti. Večinoma so bili to politični zaporniki, ki so bili zaprti in usmrčeni brez sojenja. Poboje so pozneje raziskale okupacijske nemške oblasti in so bile uporabljene v protisovjetski in protijudovski propagandi. Po vojni in v zadnjih letih so oblasti Nemčije, Poljske, Belorusije in Izraela odkrile najmanj 25 zaporov, v katerih so bili pobiti zaporniki, in veliko večje število množičnih usmrtitev.

### Belorusija
- Pokol Chervyen blizu Minska: konec junija je NKVD začela evakuacijo vseh zaporov v Minsku. Med 24. in 27. junijem je bilo v Chervyenu in med pohodi smrti ubitih najmanj 1000 ljudi.[9]

- Hlybokaye (Głębokie na predvojni Poljski), blizu Vitebska: 24. junija je NKVD usmrtila približno 800 zapornikov, večinoma poljskih državljanov. Več tisoč jih je umrlo med smrtnim pohodom v Nikolaevo pri Ulli.[10]

- Hrodna (Grodno na predvojni Poljski): 22. junija 1941 je NKVD usmrtila več deset ljudi v lokalnem zaporu. Množična usmrtitev preostalih 1700 ujetnikov ni bila mogoča zaradi napredovanja nemške vojske in hitrega umika krvnikov NKVD.

- Vileyka (Wilejka na predvojni Poljski): več deset ljudi, večinoma političnih zapornikov, bolnih in ranjenih, je bilo usmrčenih pred odhodom sovjetske straže 24. junija 1941.[11]

### Estonija
- Pokol v Tartuju: 9. julija 1941 je bilo v zaporu v Tartuju in na dvorišču Sive hiše ustreljenih 193 pripornikov; njihova trupla so bila odložena v neoznačene grobove in v zaporniški vodnjak.[12]Žrtve NKVD-ja v Tartuju v Estoniji, julij 194

### Litva
- Vilna (Wilno na predvojni Poljski): po nemški invaziji je NKVD pobila veliko število zapornikov zloglasnega zapora Lukiškės.

- Pokol v Rainiaiju pri Telšiaiju: 24. junija in naslednjega dne je bilo ubitih do 79 političnih zapornikov.

- Zapor Pravieniškės blizu Kaunasa: junija 1941 je NKVD umorila 260 političnih zapornikov in vse litovsko delovno osebje v zaporu.

- Litovski ujetniki so bili evakuirani v Belorusijo, nekateri pa so bili umorjeni, na primer v pokolu v Chervyenu in blizu Bigosova.

### Poljska
Do leta 1941 je bil velik del etnično poljskega prebivalstva, ki je živelo pod sovjetsko oblastjo v vzhodni polovici Poljske, že deportiran v oddaljena območja Sovjetske zveze. Drugi, vključno z velikim številom poljskih civilistov drugih narodnosti (večinoma Belorusi in Ukrajinci), so bili zaprti v začasnih zaporih v mestih regije, kjer so čakali na deportacijo bodisi v zapore NKVD v Moskvi ali v Gulag. Ocenjuje se, da je bilo od 13 milijonov ljudi, ki so živeli na vzhodu Poljske, približno pol milijona zaprtih, od tega je bilo več kot 90 % moških. Tako je bilo v času nemške ofenzive zaprtih približno 10 % odraslih moških. Mnogi so umrli v zaporih zaradi mučenja ali zanemarjanja. Metode mučenja so vključevale opekline žrtev v vreli vodi ter odrezovanje ušes, nosov in prstov. Timothy Snyder ocenjuje, da je NKVD po nemški invaziji na ZSSR leta 1941 usmrtila približno 9.817 zaprtih poljskih državljanov.
Množična grobišča javnih usmrtitev, ki jih je izvedla NKVD na predvojni Poljski, se danes nahajajo v Litvi, Belorusiji in Ukrajini.

### Ukrajina
- Berezhany (Brzeżany na predvojni Poljski) pri Ternopilu (Tarnopol): med 22. junijem in 1. julijem je straža lokalnega zapora NKVD usmrtila približno 300 poljskih državljanov, med njimi tudi veliko število Ukrajincev.

- Doneck Rutchenkovo polje

- Dubno (na predvojni Poljski): Vsi zaporniki v trinadstropnem zaporu Dubno, vključno z ženskami in otroki, so bili usmrčeni.

- Ivano-Frankivsk (Stanisławów na predvojni Poljski): NKVD je ubila več kot 500 poljskih ujetnikov (vključno s 150 ženskami z več deset otroki) in jih pokopala v več množičnih grobiščih v Dem'ianiv Lazu.

- Tragedija v Harkovu: 1200 zapornikov je bilo živo zažganih.

- Lutsk (Łuck na predvojni Poljski): Potem, ko so zapor zadele nemške bombe, so sovjetske oblasti vsem političnim zapornikom obljubile amnestijo, da bi preprečile pobeg. Ko so jih odpeljali ven, so jih ustrelili sovjetski tanki. Rekli so jim: "Tisti, ki so še živi, naj vstanejo." Približno 370 jih je vstalo in jim je bilo ukazano, da so si sami izkopali grobove, nato pa so jih tudi umorili. Nacistično zunanje ministrstvo je trdilo, da je bilo ubitih 1.500 Ukrajincev, medtem ko sta SS in nacistična vojaška obveščevalna služba trdila, da je bilo ubitih 4.000 ljudi.

- Lviv (Lwów na predvojni Poljski): poboji v tem mestu so se začeli takoj po nemškem napadu, 22. junija in se nadaljevali do 28. junija, vrhunec pa so dosegli v Lvivu. [15]NKVD je usmrtila več tisoč zapornikov v številnih začasnih zaporih. Med pogostimi načini pobijanja so bili ustrelitev zapornikov v celicah, pobijanje z granatami, vrženimi v celice, ali izstradanjem v kleteh zaporov. Nekateri so bili ubiti preprosto z bajoneti. Ocenjuje se, da je bilo na ta način umorjenih več kot 4000 ljudi, medtem ko je število preživelih ocenjeno na približno 270.[16] Ukrajinski upor je za kratek čas prisilil NKVD k umiku, vendar se je ta kmalu vrnila, da bi pobila preostale ujetnike v njihovih celicah.[17] V nadaljevanju so študenti medicine opisali prizor v enem od zaporov: "Z dvorišča so vrata vodila v velik prostor, od zgoraj navzdol napolnjen s trupli. Spodnji so bili še topli. Žrtve so bile stare od 15 do 60 let, vendar je bila večina starih od 20 do 35 let. Ležali so v različnih pozah, z odprtimi očmi in maskami groze na obrazu. Med njimi je bilo veliko žensk. Na levi steni so bili križani trije moški, komaj pokriti z oblačili ramena, z odrezanimi moškimi organi. Pod njimi na tleh v napol sedečih, nagnjenih položajih – dve nuni s temi organi v ustih. Žrtve krutosti NKVD-ja so ubijali s streljanjem v usta ali zatilje. Toda večina jih je bila z bajonetom zabodena v trebuh. Nekateri so bili goli ali na pol goli, drugi v strganih oblačilih. En moški je bil v kravati, s katero je bil zavezan okrog njegovega vratu."[18]

- Sambir (Sambor na predvojni Poljski): 570 ubitih.

- Simferopol: 31. oktobra je NKVD ustrelila številne ljudi v mestnem zaporu.

- Jalta: 4. novembra je NKVD postrelila vse zapornike v mestnih zaporih.[19]

Sovjetska statistika za 78 ukrajinskih zaporov:
- 45.569 evkuiranih

- 8.789 ubitih v zaporih

- 48 ubitih beguncev

- 123 zakonito ubitih

- 55 nezakonito ubitih

- 3.536 preživelih

### Rusija
- Oryol: Septembra 1941 je bilo v Medvedevskem gozdu blizu Orola ubitih več kot 150 političnih zapornikov (med njimi Christian Rakovsky, Maria Spiridonova, Olga Kameneva in Dmitri Pletnyov).

- Kujbišev: 28. oktobra 1941 je bilo v vasi Barbysh v Kujbiševu brez sojenja ustreljenih 20 visokih častnikov bivše Rdeče armade in partijskih funkcionarjev.